# 加藤剛志 (電子工学者)
加藤 剛志（かとう たけし）は、日本の電子工学者。名古屋大学 未来材料・システム研究所 附属高度計測技術実践センター教授で、磁性分野の専門家である。

## 学歴
- 修士(工学)：名古屋大学、電子工学、1995年3月
- 博士(工学)：名古屋大学、電子工学、1998年3月

## 概要
加藤剛志教授は、名古屋大学材料システム持続可能性研究所に所属する研究者である。彼は名古屋大学で学士、修士、および博士号を取得し、1996年から現在に至るまで、同大学で教授として教鞭を執っている。加藤教授の研究は、磁性材料、磁気トンネル効果、ナノ磁性材料に焦点を当てており、これらの研究成果は磁気ランダムアクセスメモリ（MRAM）、磁気記録、磁気センサーなどの先端技術に応用されている。
加藤教授の研究は国際的にも高く評価されており、多数の論文が『Journal of Magnetism and Magnetic Materials』や『IEEE Transactions on Magnetics』などの権威ある学術雑誌に掲載されている。これらの論文は科学界で高く評価され、多くの引用を受けている。 
加藤教授は、その卓越した研究業績と学術貢献により、数々の栄誉ある賞を受賞している。彼の受賞歴には、日本磁気学会からの優秀研究賞（2023年9月）、学会活動貢献賞（2012年10月）、および日本応用磁気学会からの優秀講演賞（2004年11月）が含まれる。このような受賞歴は、彼が磁性材料とその応用に関する研究で多大な貢献を果たしていることを物語っている。特に、最新の高機能磁性薄膜とその工学応用に関する研究は、学界および産業界において高く評価されている。加藤教授の継続的な努力と成果は、持続可能な材料システムの発展において重要な役割を果たしている。
加藤教授は、学生の教育にも心血を注いでおり、彼の研究室で学ぶ学生たちは、先端的な研究技術と知識を身につけるだけでなく、彼の指導の下で学術的な成長を遂げている。研究室のメンバーリストには、多くの学生が在籍しており、彼らの成長と成果は加藤教授の献身的な指導の賜物である。
加藤教授の多岐にわたる業績と、彼が教育者として果たす重要な役割は、彼が学術界と産業界の両方で高く評価される理由の一端を物語っている。彼の継続的な努力と情熱は、次世代の科学者たちにとって大きなインスピレーションとなっている。